# Северо-Кавказская операция (1920)
Северо-Кавказская операция (17 января — 7 апреля 1920) — стратегическая военная операция войск Красной армии против Русской армии в ходе Гражданской войны в России с целью разгрома последней на Дону и Северном Кавказе. Проводилась после Ростово-Новочеркасской операции.

## Расстановка сил

### Красные
- Кавказский фронт (командующий М. Н. Тухачевский, члены РВС: Г. К. Орджоникидзе, С. И. Гусев, В. А. Трифонов, И. Т. Смилга)
  - 8-я армия
  - 9-я армия
  - 10-я армия
  - 11-я армия
  - 1-я Конная армия
  - Сводный конный корпус

### Белые
- Добровольческий корпус
- Донская армия
- Кубанская армия
- Войска Северного Кавказа

Существуют разночтения в оценке сил обеих противоборствующих сторон. Например, советские историки приводят такие цифры. РККА имела на фронте 47,6 тыс. штыков, 22,7 тыс. сабель, 590 орудий, 2732 пулеметов. ВСЮР противопоставила им 29,4 тыс. штыков, 25,4 тыс. сабель, 439 орудий, 1070 пулеметов. Общая же численность противостоящих группировок превышала 200 тыс. человек с каждой стороны.

## 1-й этап операции (17 января — 13 февраля 1920)
Красные части на левом фланге и в центре вышли к Манычу, продвинувшись на 40-100 км.

## 2-й этап операции (14 февраля — 2 марта 1920)
Красная армия прорвала оборону противника на реке Маныч, и были разгромлены основные кавалерийские соединения Деникина в районе Егорлыкская. На левом крыле фронта 11-я армия вышла на рубеж Дивное — Кизляр. В тылу белых поднялись на борьбу партизаны, которые 24 февраля овладели Туапсе, а 11 марта объединились в партизанскую армию численностью около 12 тысяч человек.
29 февраля 1920 года Красная Армия заняла Ставрополь.
РККА продвинулась ещё более чем на 100 км, охватывая белогвардейцев с востока.

## 3-й этап операции (10 марта — 7 апреля 1920)
16 марта 1920 года Красная Армия вошла в Пятигорск, 17 марта красные партизаны Гикало взяли Грозный, 22 марта Красная Армия вошла в Майкоп, 24 марта — во Владикавказ, а 27 марта — в Новороссийск (в тот же день красные повстанцы захватили Буйнакск). Со взятием Новороссийска деникинские Вооружённые силы Юга России на Северном Кавказе были разгромлены окончательно. Только Добровольческому корпусу численностью до 40 тысяч человек удалось 26—27 марта переправиться из Новороссийска в Крым. Остатки Донской и Кубанской армий отступили к Туапсе и Сочи.
28 марта красная армия заняла Хасавюрт, а 30 марта — Петровск-Порт (белый гарнизон на пароходах ушёл в Баку).

## Итоги операции
В результате операции Красная армия почти полностью уничтожила или взяла в плен войска Донской и Кубанской армий — более 163 тыс. человек, 537 орудий, 723 пулемета, 23 бронепоезда и др. Большинство казаков было отпущено по домам.
На большей части территории Северного Кавказа была окончательно восстановлена Советская власть.
Северо-Кавказская операция стала прологом Бакинской операции.